# 服部元三
服部 元三（はっとり もとぞう、1905年1月1日 - 1989年7月27日）は、日本の経営者。川崎汽船社長、会長を務めた。福島県出身。

## 経歴
1931年に京都帝国大学経済学部を卒業し、同年に川崎汽船に入社。1947年12月に取締役に就任し、1949年に専務を経て、1950年11月に社長に就任。1970年5月に会長に就任し、1973年5月には相談役に就任。
1969年に藍綬褒章を受章し、1975年4月に勲二等旭日重光章を受章。
1989年7月27日肝不全のために神戸市の神戸大学医学部付属病院で死去。84歳没。